# Кап
Кап (капокорень) — нарост на дереве с деформированными или хаотичными направлениями роста волокон древесины. Обычно встречается в виде округлого выроста на стволе или ветке, наполненного многочисленными мелкими древесными узелками спящих почек.

## Описание
Капы растут за счёт камбия. Порок формы древесного ствола; вид порока называется нарост. От капа следует отличать другие виды наростов: гладкую и имеющую более-менее шарообразную форму сувель, и нарост неправильной формы, вызванный раком дерева. Также выделяют лигнотубер — прикорневой кап. Кап отличается от сувеля и других разрастаний древесины тем, что содержит спящие почки, которые могут просыпаться и давать начало новым стволам растения.
Наросты возникают на деревьях в результате какого-либо резкого изменения в развитии растения, которое может иметь естественную или антропогенную причину. Часть капов растёт под землёй, как опухоли на корнях, и поэтому не может быть обнаружена до того, как дерево погибнет. Такие наросты возникают иногда в виде группы круглых шишкообразных выпуклостей, соединённых между собой верёвкообразными корнями. Почти всегда капы покрыты корой, даже под землёй. Причиной является защита дерева от насекомых и грибковых заболеваний.
Образование капов характерно для следующих пород деревьев: граба (Carpinus L.), дуба (Quercus L.), вяза (Ulmus L.), клёна (Acer L.), ореха (Juglans L.). Реже капы встречаются у дзельквы японской (Zelcova serrata Macino), лавра калифорнийского (Umbellularia californica Nutt.), птерокарпуса индийского (Pterocarpus indicum Wild.), тетраклиниса членистого (Tetraclinis articulata Mast), тисса ягодного (Taxus baccata L.) и других пород.
На засушливых территориях Австралии встречаются целые семейства растений, для которых характерны капы: Casuarinaceae, Dillentaceae, Eicryphiaceae, Leguminosae, Murtaсеае, Proteaceae, Sterculiaceae, Tremandraceae. В низкотемпературных дождевых лесах — семейства Atherospermataceae, Eicryphiaceae и Murtaceae.
Хвойные породы менее склонны к образованию капов, чем покрытосеменные. Чаще всего капы образуются у секвойи вечнозеленой (Sequoia sempervirens Endl.), редко — у ели европейской (Picea abies (L.), Karst.), лиственницы сибирской (Larix sibirica Ledeb.), сосны корейской (Pinus koraiensis Sied et Zucc.) и сосны сибирской (Pinus sibirica Du Tour).
На некоторых видах деревьев капы могут достигать значительных размеров, например, на деревьях рода Секвойя. Самый большой из известных капов был найден в 1984 году в маленьком городе Тамуорте в Австралии на эвкалипте. Он достигал около 2 м в высоту и имел странную форму, напоминавшую тромбон.
Крупные капы характерны для дуба монгольского (Quercus mongolica Fisch ex Ledeb.) и ореха грецкого (Juglans regia L.), они часто достигают веса в 400 кг. Берёза пушистая образует капы весом до 350 кг.
Биологическая роль капов точно не выяснена. Стволовые и особенно прикорневые капы (лигнотуберы) могут рассматриваться как защита ствола от механических повреждений и проникновения вредных веществ, но такая концепция явно недостаточна. При утрате кроны стволовые капы обеспечивают быструю регенерацию дерева, образуются новые побеги.
- Кап на стволе секвойи
- Нарост на коре старой яблони
- Нарост на старой вишне, Эйршир
- Нарост на дубе в Нью Ланарк
- Наросты и нормальная кора на старой ветле, Эйршир
- Наросты на рябине, Эйршир
- Нарост на вязе. Далри, Эйршир
- Нарост на ясене в Стьюэртоне, Эйршир
- Нарост на дубе.
Уэллфлит, США
- Дерево со многими наростами в национальном парке Олимпик
- Большой нарост на вязе в парке графства Эглинтон[англ.], Шотландия
- Большой нарост на дубе черешчатом (Quercus robur) возле замка Гленгарнок в Северном Эйршире

## Хозяйственное значение и применение
Из капов получают очень необычную, одну из самых ценимых за красоту, древесину со сложной текстурой волокон, редкость делает её ещё более дорогой. Разнообразие текстуры капов обусловлено условиями произрастания деревьев, равнинной или горной местностью. Это делает рисунок капов неповторимым и разнообразным, из-за чего древесина капов востребована художниками, скульпторами и краснодеревщиками. Существует большое разнообразие хорошо известных типов капа (каждый от своего вида дерева), их используют для изготовления шпона, настольных игр, предметов интерьера, бижутерии, рам картин, хозяйственных предметов, рукояток ножей, во внутреннем оформлении автомобилей и для мелких поделок. Знаменитый глазковый клён внешне напоминает древесину капа, но не является ею. Древесина капа очень трудна для обработки на токарном станке или ручным инструментом из-за неоднородности и неравномерности направления роста волокон. При этом закрученные волокна в период роста капов уплотняют друг друга, делая древесину некоторых капов очень прочной.
Кап широко используется в декоративно-прикладном искусстве корнепластики (также капокорешковый промысел).
Руководитель первой научной экспедиции в Сибирь Д. Г. Мессершмидт, проезжая в 1726 году Карино и Хлынов, оставил следующее описание капового промысла:
Расспросил у местных людей о каповой — узлах берёзы и узнал, что удмурты их часто вырубают в лесах своего района… Находят эти берёзовые узлы с волнистыми узорами различной величины, большей частью полукруглыми, самые маленькие 2-3 дюйма, самые больше — 14-15, реже больше в диаметре, или прямо на самом стволе возле ответвления больших ветвей, эти похуже, или же у разветвления корней под дёрном, каковые безусловно наилучшие. Материал — не губчатый подобно трутовикам, а плотный и похожий на дерево, если вообще не дерево. Это древесное вещество в изящнейших вариациях и приятно для глаз разрисовано нежнейшими светлыми волнистыми прожилками… Эти наросты привозятся в город Хлынов и обрабатываются русскими токарями до того искусной рукой, что из одного нароста в 10-12 дюймов диаметром вырезаются 3, 4 и более чаш и чашек, каждая следующая меньше и каждая с ложкой.
В XIX веке на Вятке образовался народный художественный промысел — вятская каповая шкатулка, где материал используется в изготовлении шкатулок с секретными отделениями, настольных письменных наборов, курительных принадлежностей и прочего.
- Древесина капа клёна, не путать с «глазковым» клёном
- Древесина капа грецкого ореха
- Древесина капа тополя
- Продольный распил нароста лиственницы из Эйршира, Шотландия